# Brigade mixte d'Afrique française libre
La brigade mixte d'Afrique française libre (BM-AFL) est une unité des forces françaises libres. Constituée en Afrique française libre en 1943, elle est dissoute en juillet 1944 en Afrique française du Nord sans avoir combattu. Ses éléments rejoignent ensuite la France métropolitaine.

## Historique

### Les brigades du Tchad et du Cameroun
Début 1943, le commandement français en Afrique française libre décide de regrouper les bataillons de marche stationnés au Tchad et au Cameroun dans deux brigades de marche.
La 1re brigade de marche du Tchad regroupe les bataillons de marche no 12 et no 15 (BM 12 et BM 15). Renforcée de la batterie de marche du Tchad, d'une compagnie du génie et d'une compagnie de garde du quartier-général, cette brigade est commandée par le lieutenant-colonel Hous. Le BM 2 devait lui être rattaché à son retour de Madagascar.
La 2e brigade de marche du Cameroun est constituée avec les BM 13 et BM 14, plus la batterie de marche du Cameroun, une compagnie du génie et une compagnie de garde du quartier-général, sous les ordres du colonel Chandon.

### Formation de la brigade mixte d'Afrique française libre
À cause du manque de cadres, il est décidé de fusionner les deux brigades. La brigade mixte de l'Afrique française libre est donc créée le 5 août 1943. Le BM 13 est dissous et son infanterie est répartie entre les autres bataillons de la brigade, tandis que la compagnie lourde du BM 13 fusionne avec les deux batteries de marche pour former un bataillon d'artillerie, désigné bataillon n° 13. La brigade compte également des détachements de transmission, du génie et de quartier-général.

### Transport et dissolution

Carte de l'Afrique-Équatoriale française et des autres colonies françaises à l'époque.

Les 5 000 hommes de la brigade sont placés sous le commandement du lieutenant-colonel Hous. Destinée à rejoindre le Levant français, la brigade part pour le port de Douala (Cameroun) mais son embarquement est annulé faute de navires. René Pleven et l'état-major d'Alger décident de transporter la brigade par voie terrestre jusqu'en Afrique du Nord pour y renforcer l'Armée française reconstituée. Le trajet par le Tchad, le Fezzan et la Tunisie, initialement choisi, est abandonné car seuls 1 400 hommes pourrait être transportés. L'itinéraire retenu passe donc par le Nigeria et le Niger jusqu'en Algérie. 1 500 Africains sont laissés au Cameroun et renforceront ensuite les unités du Levant et de Madagascar.
Entre le 12 février et le 2 mai 1944, 3 400 militaires de la brigade sont transportés à travers le désert. Seul le BM 14 est embarqué par la voie maritime et débarque dans la région de Casablanca. Il ne rejoint pas la brigade qui stationne de son côté dans la région de Châteaudun-du-Rhumel, Guelma et Souk Ahras.
La brigade est dissoute le 1er juillet 1944, sans avoir combattu. Le BM 12 devient un bataillon de maintenance en Tunisie puis en France, le BM 15 reste en Tunisie avant de rejoindre le régiment d'Afrique équatoriale française et Somalie. Le BM 14 rejoint également ce régiment, qui combat dans les poches de l'Atlantique. Le bataillon no 13 devient à Batna le 16 septembre 1944 une unité du train, le groupe de transport no 512, envoyée en France puis en Allemagne.

## Traditions
Un drapeau est brodé pour la brigade à Brazzaville mais ne lui est pas remis à cause de sa dissolution.
Le colonel Hous dessine également un insigne : une ancre de marine rouge, entourée de deux palmiers verts et chargée d'une carte de la France avec une croix de Lorraine et un soleil d'or. Sous la carte de France, l'inscription Brigade mixte d'AFL, couleur or sur fond vert.